# Deux Lions au soleil
Deux Lions au soleil és una pel·lícula francesa dirigida per Claude Faraldo, estrenada l'octubre de 1980.

## Sinopsi
Després d'una avaria de cotxe a la tornada de les vacances, Paul i René, dos homes de quaranta anys cansats de les seves il·lusions perdudes, decideixen convertir-se en lleons i marxar cap al sol. Negant-se a partir d'ara a treballar a la fàbrica, al metro, a la rutina, viuran petites estafes i trobaran l'amor amb el gir de la seva aventura.

## Repartiment
- Jean-François Stévenin: Paul
- Jean-Pierre Sentier: René
- Catherine Lachens: Babette
- Jean-Pierre Tailhade: el torner
- Martine Sarcey: la dona del parc
- Michel Robin: l'home del parc
- Valérie Kling: Mireille
- Alain Doutey: El director del banc
- Jeanne Herviale: la patrona
- Nathalie Jadot: la filla de René
- Guilhaine Dubos: Babette, filla de René
- Mario D'Alba: un amic
- Dominique Bonnaud: el cambrer del motel
- Georges Trillat: el marit de Mireille

## Recepció crítica
- Jean-Luc Douin al diari Le Monde :

| « | Deux Lions au soleil passa del fart al realisme social desesperat. Detectem una tendresa en aquesta vagabunderia entre dos proles homosexuals que decideixen deixar de treballar i viure el seu desencant sense agressivitat, descobrint que l'estafa no val més que la misèria. | » |